# Frederick Forsyth
Frederick Forsyth, CBE (Ashford, 25 de agosto de 1938 – 9 de junho de 2025) foi um escritor inglês.

## Carreira
Educado na Tondridge School, e depois na Universidade de Granada, na Espanha, aos 19 anos, começou a servir a RAF (Royal Air Force) como um dos mais jovens pilotos, tendo servido até 1958. Depois começou a trabalhar no Eastern Daily Press como repórter. Em 1961, se tornou correspondente da Reuters em Paris. Trabalhou também na Alemanha Oriental e na Tchecoslováquia, países onde obteve muitas informações que seriam, posteriormente, publicadas em seus livros. Retornando a Londres em 1965, trabalhou como repórter de rádio e televisão na BBC, o que lhe proporcionou a oportunidade de conhecer a fundo os grandes dramas da política internacional. Essa experiência no jornalismo o ensinou a ser minucioso e preocupado com as verdades históricas. Como correspondente diplomático assistente, cobriu o lado biafrense da guerra entre a Nigéria e Biafra de julho a setembro de 1967, e isto forneceu a ele conhecimento de política internacional, especialmente sobre o mundo dos soldados mercenários. Foi este trabalho e a pesquisa relacionada que interessaram a ele como verdade histórica. Em 1968, deixou a BBC para retornar para Biafra e cobriu a guerra, primeiro como freelance e depois para o Daily Express e para a revista Time.
Em 1970, após nove anos de intensa carreira jornalística, Forsyth teve a ideia de escrever um livro onde poria à prova os métodos de investigação de sua atividade como repórter. Escolheu um tema romanesco e de certo modo misterioso: as tentativas da extrema direita francesa de assassinar o General Charles De Gaulle, presenciadas por Forsyth em 1962 em Paris. Nasceria assim o primeiro de sua longa lista de sucessos: O Dia do Chacal.
A lista de thrillers que escreveu após o grande sucesso deste livro o tornou um best-seller internacionalmente reconhecido. Especializou-se em romances envolvendo espionagem e política internacional. Com O Fantasma de Manhattan, flertou com romances de suspense, mas o resultado foi decepcionante para seus antigos leitores. Estão entre seus grandes livros os romances A Alternativa do Diabo, Dossiê Odessa e O Quarto Protocolo,
Frederick Forsyth falava  francês, alemão e espanhol fluentes, e viajou por toda a Europa, Oriente Médio e África, e estas experiências podem ser vistas na autenticidade dos seus livros.

## Morte
Forsyth morreu no dia 9 de junho de 2025, aos 86 anos.

## Obras
Esta é uma lista de livros publicados por Frederick Forsyth.
| nº sequencial | Título                                                  | Original em inglês                                | Tradutor                       | Lançamento |
| ------------- | ------------------------------------------------------- | ------------------------------------------------- | ------------------------------ | ---------- |
| 01            | A História de Biafra (O Nascimento de um Mito Africano) | The Biafra Story: The Making of an African Legend | A. B. Pinheiro de Lemos        | 1969       |
| 02            | O Dia do Chacal                                         | The Day of the Jackal                             | A. B. Pinheiro de Lemos        | 1971       |
| 03            | The Odessa File                                         | The Odessa File                                   | A. B. Pinheiro de Lemos        | 1972       |
| 04            | Cães de Guerra                                          | The Dogs of War                                   | A. B. Pinheiro de Lemos        | 1974       |
| 05            | O Pastor                                                | The Shepherd                                      | A. B. Pinheiro de Lemos        | 1975       |
| 06            | A Alternativa do Diabo                                  | The devil's alternative                           | A. B. Pinheiro de Lemos        | 1979       |
| 07            | Sem perdão                                              | No Comebacks                                      | A. B. Pinheiro de Lemos        | 1982       |
| 08            | O Quarto Protocolo                                      | The Fourth Protocol                               | A. B. Pinheiro de Lemos        | 1984       |
| 09            | O Negociador                                            | The Negotiator                                    | Aulyde Soares Rodrigues        | 1989       |
| 10            | O Manipulador                                           | The Deceiver                                      | A. B. Pinheiro de Lemos        | 1991       |
| 11            | O Punho de Deus                                         | The Fist of God                                   | A. B. Pinheiro de Lemos        | 1994       |
| 12            | Ícone                                                   | Icon                                              | A. B. Pinheiro de Lemos        | 1996       |
| 13            | O Fantasma de Manhattan                                 | The Phantom of Manhattan                          | Alves Calado                   | 1999       |
| 14            | Murmúrio do vento, ou O Veterano                        | The Veteran                                       | Sylvio Gonçalves; Ruy Jungmann | 2001       |
| 15            | O Vingador                                              | Avenger                                           | Sylvio Gonçalves               | 2003       |
| 16            | O Afegão                                                | The Afghan                                        | Sylvio Gonçalves               | 2006       |
| 17            | The Cobra                                               | The Cobra                                         | Marcelo Schild                 | 2010       |
| 18            | A Lista                                                 | The Kill List                                     | Marcelo Schild                 | 2014       |
| 19            | O outsider : minha vida na intriga                      | The Outsider: My Life in Intrigue (Autobiography) | Alessandra Bonrruquer          | 2015       |
| 20            | A raposa                                                | The fox                                           | Miguel Batista                 | 2019       |